# Makholane Community
Makholane Community är ett område i Lesotho. Det ligger i distriktet Mafeteng District, i västra delen av landet, 60 km söder om huvudstaden Maseru.